# کلک (خرم‌آباد)
کلک روستایی در دهستان بیرانوند شمالی بخش بیرانوند شهرستان خرم‌آباد استان لرستان ایران است.

## جمعیت
بر پایه سرشماری عمومی نفوس و مسکن در سال ۱۳۹۵ جمعیت این روستا ۲۳ نفر (۶خانوار) بوده‌است.